# Mariä Unbefleckte Empfängnis (Vohenstrauß)

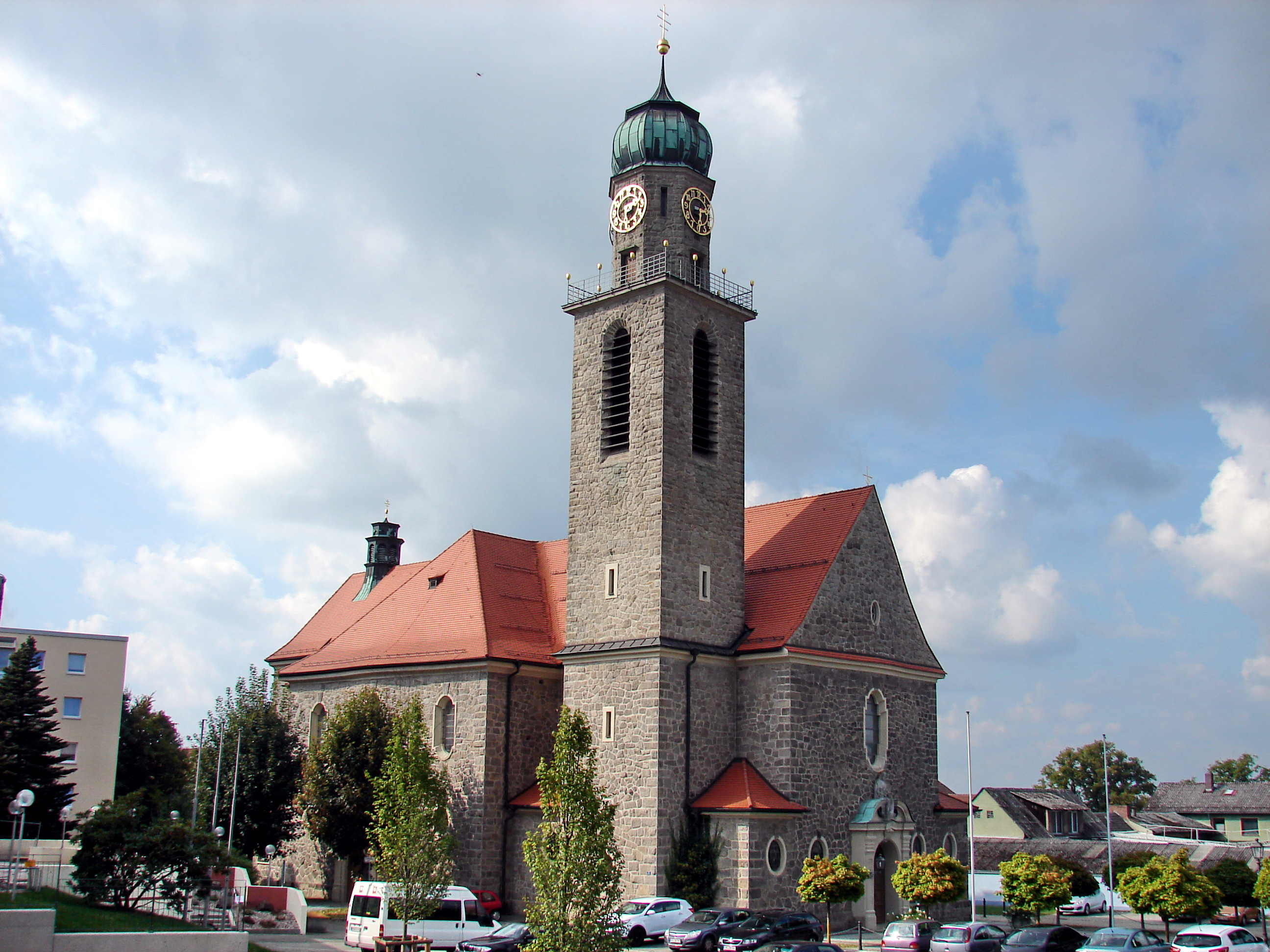
Stadtpfarrkirche Mariä Unbefleckte Empfängnis

Die katholische Kirche Mariä Unbefleckte Empfängnis bildet den Kern der katholischen Gotteshäuser und Kapellen von Vohenstrauß.

## Geschichte
Aufgrund der zunehmenden Industrialisierung wuchs die katholische Bevölkerung zu Beginn des 20. Jahrhunderts stark an. 1913 wurde daher beschlossen, die Mitnutzung der evangelisch-lutherischen Stadtpfarrkirche als Simultaneum zu beenden und eine eigene Kirche für die Katholiken zu errichten. Durch den Ersten Weltkrieg und die darauf folgende Inflation konnten die Pläne zunächst nicht verwirklicht werden. 1927 wurde mit dem Bau nach Plänen von Heinrich Hauberrisser begonnen. Bereits am 10. Juli 1927 konnte der Grundstein geweiht werden.
Mit dem Einzug am 7. Oktober 1928 in die noch nicht fertiggestellte Kirche wurde das Simultaneum nach 271 Jahren endgültig beendet. Die Kirche wurde am 5. Mai 1929 durch Michael Buchberger geweiht. Am 13. September 1931 wurde das Turmkreuz geweiht und auf den 44 Meter hohen Kirchturm montiert. Damit galt der Kirchenneubau außen als vollendet.
1932 erhielt die Kirche eine Orgel. Die Ausmalung wurde durch Ludwig Angerer aus München und Ludwig Steininger im Oktober 1934 beendet. Am 17. April 1942 wurden vier der fünf Glocken zu Rüstungszwecken abgenommen. 1949 wurde ein Geläut aus sechs neuen Glocken beschafft. 1959 fertigte Josef Wittmann zwei Wandfresken im Chor.
1958/1959 und 1984/1985 wurden Renovierungsarbeiten vorgenommen. 1989 wurde mit Neugestaltung der Kirche begonnen: Das Presbyterium wurde vergrößert, eine Fußbodenheizung eingebaut, Fußbodenplatten, Gestühl erneuert und die Empore saniert. 1996/97 wurde das Projekt mit einer Außensanierung weitergeführt.

## Gebäude und Ausstattung

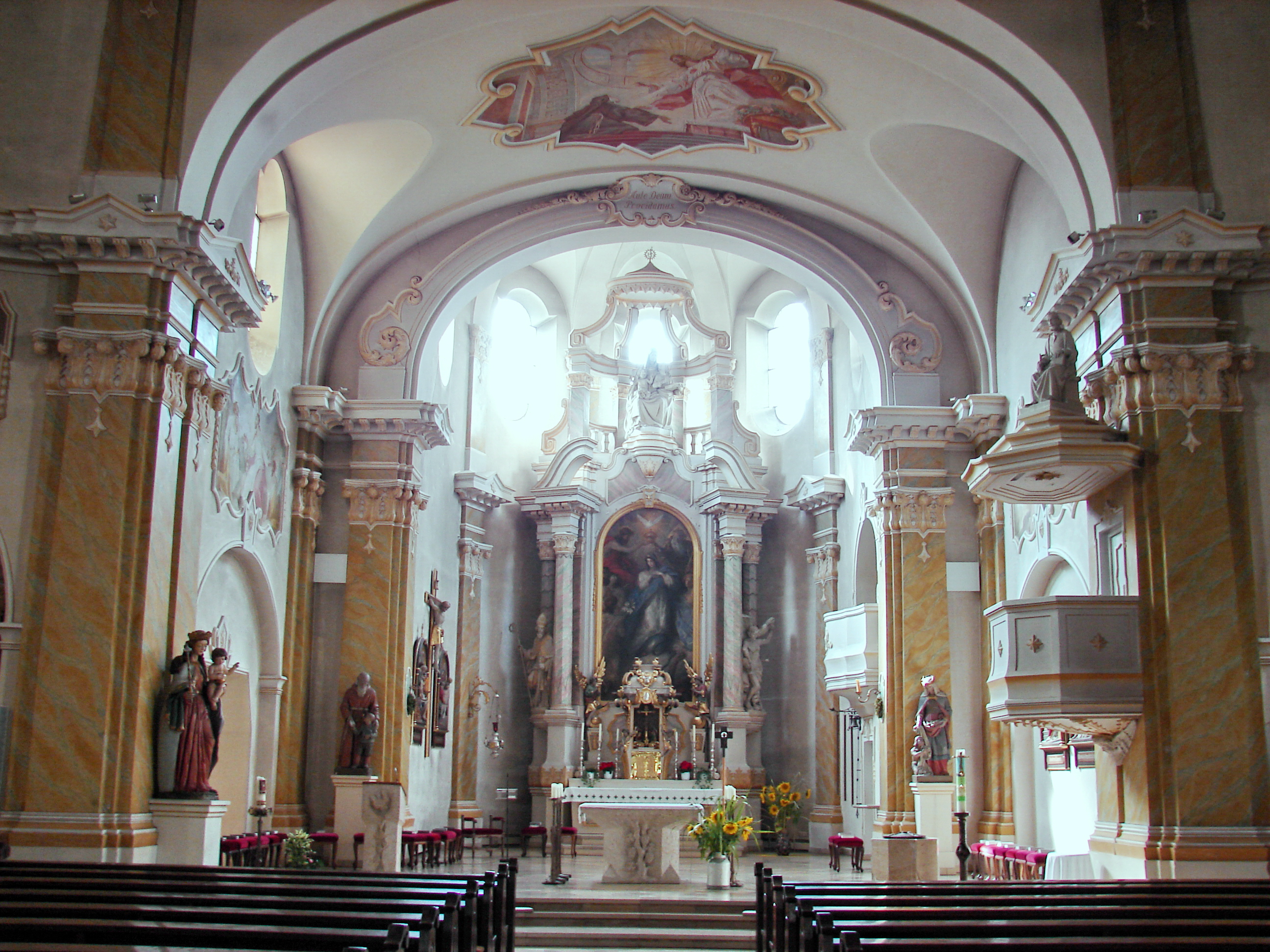
Innenansicht

Auf das dreischiffige Langhaus folgt das eingeschobene Zentralhaus, welches als Queroval mit einer Flachkuppel überwölbt ist. Die Kirche hat eine Länge von 46 Metern und eine Breite von 22 Metern. Die Kuppelhöhe beträgt 16,30 Meter.
Das Gotteshaus und der zwiebelbehelmte Turm sind aus heimischen Granitbruchsteinen erbaut, welche die Kirche monumental und trutzig wirken lässt. Schmückende Details, wie Vorsprünge und Nischen sowie das farbig abgesetzte Dach lockern diese Erscheinung wieder auf. Im Inneren wird der Besucher mit einem fröhlich beschwingten, farbreichen neubarocken Panorama überrascht, welches sich auch in der Gestaltung der Altäre fortsetzt. Das größte Kunstwerk stellt das 370 Quadratmeter große Kuppelgemälde dar, welches das Kirchen- und Weltbild der damaligen Zeit zeigt. Das Altarbild stellt die Maria Immaculata dar. Ebenso findet sich auf dem Hochaltar die Hl. Anna, die Patronen des Herzogtums Pfalz-Neuburg. Zu beiden Seiten des Hochaltars sind Figuren des Hl. Donat und des Hl. Sebastian. Der Kreuzweg stammt aus der früher als Simultankirche genutzten Evangelisch-lutherischen Stadtpfarrkirche.
1989 wurde aufgrund des II. Vakanums ein Volksaltar angeschafft und am 8. Dezember 1989 von Weihbischof Vinzenz Guggenberger geweiht. 1996 wurde von der Pfarrgemeinde ein neuer Taufstein gestiftet, der bei den Stufen zum Altar aufgestellt wurde.
Die Bleiglasfenster zeigen die Anliegen der jeweiligen Stifter. Eines davon stiftete der Architekt der Kirche, Heinrich Hauberrisser, ein weiteres zeigt den Hl. Borromäus und wurde von Karl Weinmann gestiftet.

## Orgel

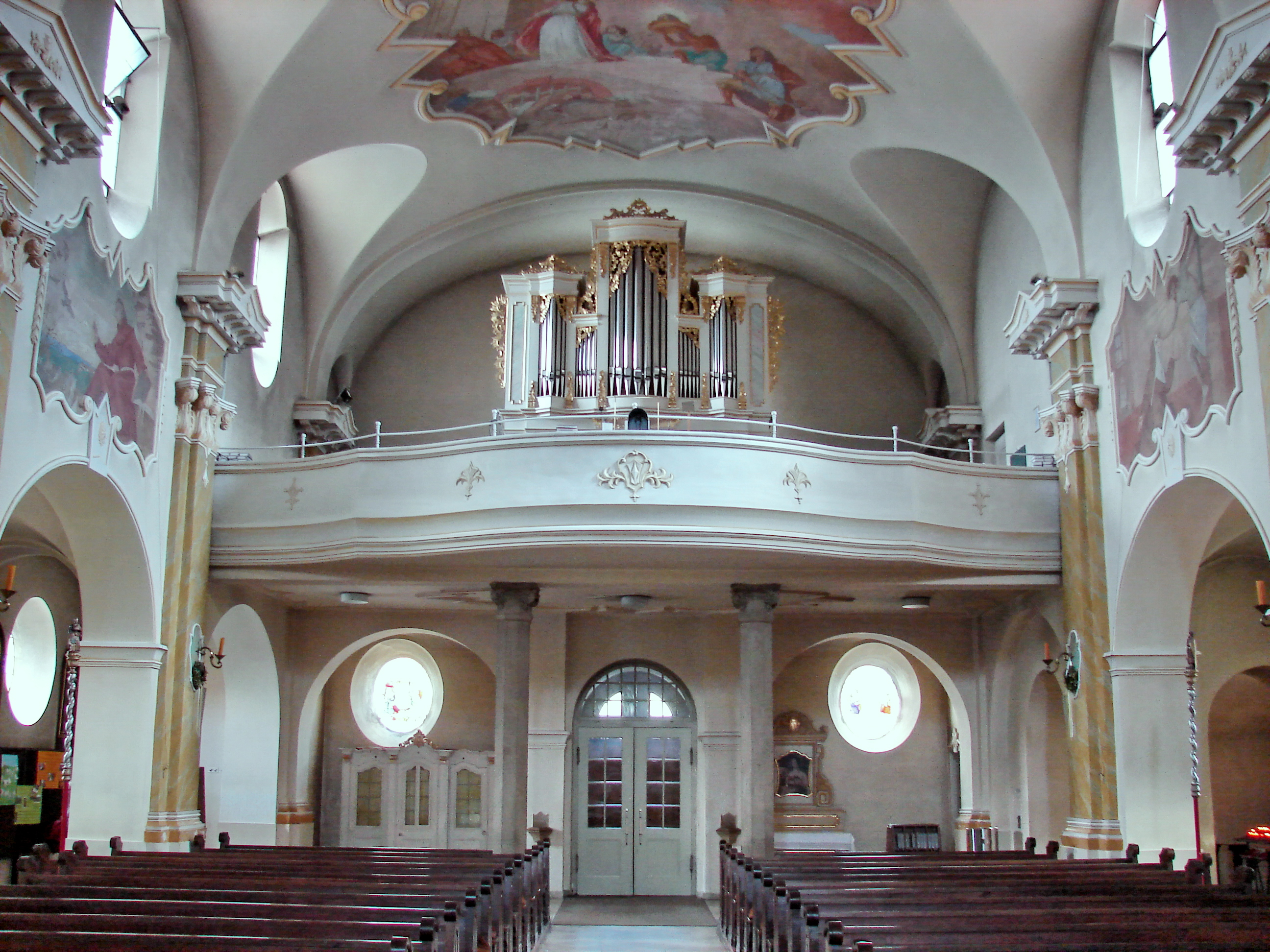
Orgel

Eine erste mechanische Orgel wurde hier 1858 von Joseph Bohl aus Augsburg aufgestellt. Beim Kauf der neuen Orgel kam diese nach Waldau in die Kirche Johannes von Nepomuk.
Eine neue Orgel aus dem Jahr 1932 war ein pneumatisches Instrument der Firma Weise (Opus 335) mit 37 Register auf drei Manualen und Pedal. Im Spieltisch waren auf der Rückseite vier Register als Chor-Positiv eingebaut. Das Instrument hatte der Firmentradition nach sehr wahrscheinlich Taschenladen. Der Rokokoprospekt soll ursprünglich aus der Kirche St. Magdalena in Plattling stammen.
Am 17. Dezember 2000 wurde eine neue Orgel geweiht, die unter Verwendung eines Großteils der alten Pfeifen durch die Firma Kubak in Augsburg gebaut wurde. Das Gehäuse wurden wieder verwendet. Lediglich die Prospektpfeifen sind neu und die Farbgebung des Gehäuses wurde überarbeitet (Kirchenmalerfirma Eis aus Lappersdorf bei Regensburg). Das Opus 109 der Firma hat 41 Register, die auf drei Manuale und Pedal verteilt sind.

## Glocken
Fünf Glocken wurden am 17. April 1942 abgenommen und eingeschmolzen; nur eine Glocke verblieb in der Kirche. 1949 konnten neue Glocken angeschafft werden.
Die sechs neuen Glocken mit den Schlagtönen c1-es1-f1-g1-b1-c2 aus dem Jahr 1949 wurden von Albert Junker aus Briloner Sonderbronze in Brilon gegossen. Sie gehören in Bayern zu den glockenreichsten und größten Geläuten der Herstellerfirma. Die im Turm verbliebene Glocke wird als Totenglocke verwendet und läutet nur einzeln.
| Nr. | Name             | Masse (kg) | Schlagton | Gussjahr | Glockengießer                           |
| 1   | Christusglocke   | 2800       | c1        | 1949     | Albert Junker, Brilon                   |
| 2   | Marienglocke     | 1500       | es1       | 1949     | Albert Junker, Brilon                   |
| 3   | Josefsglocke     | 850        | f1        | 1949     | Albert Junker, Brilon                   |
| 4   | Michaelsglocke   | 650        | g1        | 1949     | Albert Junker, Brilon                   |
| 5   | Konradsglocke    | 400        | b1        | 1949     | Albert Junker, Brilon                   |
| 6   | Sebastiansglocke | 270        | c2        | 1949     | Albert Junker, Brilon                   |
| 7   | Sterbeglocke     | ca. 300    | c2        | 1928     | Johann Hahn & Sohn Landshut-Reichenhall |